# 18610 아서덴트
18610 아서덴트(18610 Arthurdent)는 소행성대에 있는 자그마한 소행성이다. 이 소행성은 펠릭스 호무스가 1998년 2월 7일 발견한 것으로써, 이 소행성의 이름은 더글러스 애덤스가 쓴 《은하수를 여행하는 히치하이커를 위한 안내서》에 나오는 어리둥절하는 중심 인물인 아서 덴트로 명명되었다.
작가 이름을 붙인 소행성 25924 더글러스애덤스도 있다.